# Wimbledon Championships 2018/Quaddoppel
Das Quaddoppel (Rollstuhl) der Wimbledon Championships 2018 war ein Demonstrationswettbewerb für die Quad-Klasse des Rollstuhltennis in London und fand am 14. Juli statt.
Am 27. November 2017 gab der All England Lawn Tennis and Croquet Club bekannt, im Rahmen der Austragung 2018 ein Quaddoppel als Exhibition match zu veranstalten. In dieser Klasse treten in einem einzigen Wettbewerb Spielerinnen und Spieler mit Einschränkungen aller vier Gliedmaßen – Quadriplegiker – an. Nachdem es Wettbewerbe im Rollstuhltennis bei den Wimbledon Championships seit 2005 im Doppel und seit 2016 im Einzel gegeben hatte, war dieses Match der Vorläufer der Quad-Wettbewerbe, die seit 2019 sowohl im Einzel als auch im Doppel zum regulären Programm gehören.

## Ergebnis
|  | Finale |                               |   |   |  |
|  |        |                               |   |   |  |
|  |        | Andrew Lapthorne David Wagner | 6 | 6 |  |
|  |        | Dylan Alcott Lucas Sithole    | 2 | 3 |  |
|  |        |                               |   |   |  |